# 姜彧
姜彧（1218年—1293年），字文卿，元朝莱州莱阳（今山东莱阳）人。
其父姜椿，避乱依附济南张荣。张荣征辟姜彧为掾，晋升为参议官。元世祖中统二年（1261年）入朝，上告李璮想要造反，应该趁他未发先制。次年，李璮起兵反蒙，姜彧弃家跟随张荣，招集散亡的士卒，迎接哈必赤进兵讨伐。立下功劳，授大都督府参议，改任知滨州，禁军士占民田为牧地，督民种桑。对于占民田为牧地、纵牛马破坏百姓禾稼桑枣的强猾不法之人，按法处置。至元五年（1268年），担任治书侍御史。后历任河北河南道、河东山西道、燕南河北道提刑按察使。至元三十年二月，病故，年七十六岁。其子姜迪吉。